# Regione Centrale (Malawi)
La Regione Centrale (ufficialmente Central Region, in inglese) è una delle tre regioni del Malawi. Il suo capoluogo è Lilongwe, che è anche la capitale del paese.

## Geografia antropica

### Suddivisioni amministrative
La Regione Centrale comprende 9 distretti:
- Dedza
- Dowa
- Kasungu
- Lilongwe
- Mchinji
- Nkhotakota
- Ntcheu
- Ntchisi
- Salima